# Таргувек Мешканёвы (станция метро)
Таргувек Мешканёвы  (Targówek Mieszkaniowy, с пол. — «Жилой Таргувек») — станция линии M2 Варшавского метрополитена. Располагается в районе Таргувек на пересечении улиц Пратулинской и Оссовского (пол. ul. Ossowskiego). Открытие станции состоялось 15 сентября 2019 года в составе участка Двожец Виленьски — Троцкая.

## Описание
После открытия центрального участка линии М2 городские власти 29 сентября 2015 года выбрали подрядчика для реализации северо-восточного участка линии с тремя новыми станциями – Итальянскую компанию Astaldi, после чего, 10 марта 2016 года компания получила разрешение на строительство станции, а 11 марта 2016 года был подписан договор на реализацию строительства . Строительство станции началось 2 мая, одновременно со станцией Троцкая.
Станция получила обозначение C17, изначально называлась просто Таргувек (пол. Targówek). 13 декабря 2018 года городской совет Варшавы принял резолюцию, согласно которой станция в итоге получила название Таргувек Мешканёвы.
По внешнему виду станции Шведская, Жилой Таргувек и Троцкая, открытые одновременно, полностью идентичны.